# Olympische Sommerspiele 1984/Teilnehmer (Panama)
| Gelbes Symbol für Goldmedaillen mit stilisierten Olympischen Ringen | Graues Symbol für Silbermedaillen mit stilisierten Olympischen Ringen | Braundes Symbol für Bronzemedaillen mit stilisierten Olympischen Ringen |
| ------------------------------------------------------------------- | --------------------------------------------------------------------- | ----------------------------------------------------------------------- |
| —                                                                   | —                                                                     | —                                                                       |

Panama nahm an den Olympischen Sommerspielen 1984 in Los Angeles, USA, mit einer Delegation von acht Sportlern (sieben Männer und eine Frau) teil.

## Teilnehmer nach Sportarten

### Fechten
- Barbra Higgins
Frauen, Florett, Einzel: 42. Platz

### Gewichtheben
- José Díaz
Fliegengewicht: 7. Platz
- Tómas Rodríguez
Federgewicht: 11. Platz
- Ricardo Salas
Leichtschwergewicht: DNF

### Leichtathletik
- Alfonso Pitters
100 Meter: Gruppenphase
- Florencio Aguilar
200 Meter: Vorläufe

### Ringen
- Saúl Leslie
Bantamgewicht, Freistil: Viertelfinale

### Schwimmen
- Manuel Gutiérrez
100 Meter Brust: 26. Platz
200 Meter Brust: 16. Platz
200 Meter Lagen: Vorläufe